# Brachyscome tesquorum
Brachyscome tesquorum là một loài thực vật có hoa trong họ Cúc. Loài này được J.M.Black mô tả khoa học đầu tiên năm 1916.